# Премія імені Г. Гоутона
Премія імені Г. Гоутона (англ. The Henry G. Houghton Award) — наукова премія, яку присуджує Американське метеорологічне товариство на знак визнання успіху в окремих дослідженнях у галузі фізичної метеорології. Нею відзначають перспективних молодих вчених (до 40 років), які виявили видатні здібності (цю премію ще називають заохоченням «ранньої кар'єри»). АМТ разом з іншими некомерційними науковими товариствами входить до складу Американського інституту фізики. Це міжнародне об'єднання покликане сприяти розвитку фізики на користь людству через забезпечення діяльності вчених, особливо реалізацію освітніх програм для молодих науковців та студентів.